# Виноградарь (жилой массив)
Виногра́дарь (укр. Виногра́дар) — жилой массив города Киева построен по проекту архитектора Эдуарда Бильского. Расположен на северо-западной окраине города. На востоке прилегает к местностям Ветряные горы и Приорка, на юге — к Мостицкому массиву, территории агрокомбината «Пуща-Водица», на западе — к озеру Синему. Основные магистрали — проспекты Правды, Свободы и Георгия Гонгадзе (ранее — проспект Советской Украины).

## История
История Виноградаря условно начинается в 1838 году. Тогда садовод и предприниматель Вильгельм Готлиб Кристер основал на территории современного Виноградаря фирму «Садовое и семенное хозяйство „В. Кристер“». Через 4-5 десятилетий хозяйство разрослось и охватывало площадь около 128 десятин и около 5 миллионов саженцев.
В 1907 году Исаак Иванович Бекас оформляет у городской управы аренду 16 участков земли (всего 17 десятин) на Ветряных горах  для разведения винограда. Именно Бекасу принадлежит название «Виноградарь».
С 1915 года население данной местности постепенно растёт. На месте Виноградаря в 1935 году было основано поселение под таким же названием, засаженное виноградниками, а позже колхоз Виноградарь. В 1960 году это хозяйство вошло в состав колхоза «Пуща-Водица».
Массив застроен в 1975—1987 годах. Архитектором жилмассива стал Бильский Э. А..
В годы Отечественной войны, во время освобождения Киева от немцев, на территории Виноградаря и соседней Пуща-Водицы произошли ожесточенные бои. Немецкие танковые части атаковали и смогли в ночь с 4 на 5 ноября 1943 г. окружить часть сил 136-й, 240-й стрелковых дивизий, а также ряд подразделений 7-го гвардейского танкового корпуса. Через 12 часов противник отступил из-за ухудшившейся для него общей обстановки.
До административной реформы 2001 г. Виноградарь административно входил в состав Шевченковского района. В настоящее время Виноградарь административно относится к Подольскому району города, что нередко служит причиной курьезов, связанных со средствами массовой информации: непрофессиональные журналисты принимают его за часть Подола, одной из центральных местностей Киева. Зачастую эта ошибка проникает даже в заголовки, составители которых, впрочем, могут сознательно пренебрегать достоверностью.
После вторжение России в Украину 24 февраля микрорайон также страдал от обстрелов . Так 18 марта при утреннем обстреле Киева пострадали 6 домов, детсад и школа . По словам главы города Виталия Кличко, дома стали непригодными для проживания. Один человек погиб, 19 были ранены. 
20 марта 2022 года в 22.45 был прилёт ракеты по торговому комплексу Ретровилль на проспекте Правды, 47.

## Изображения

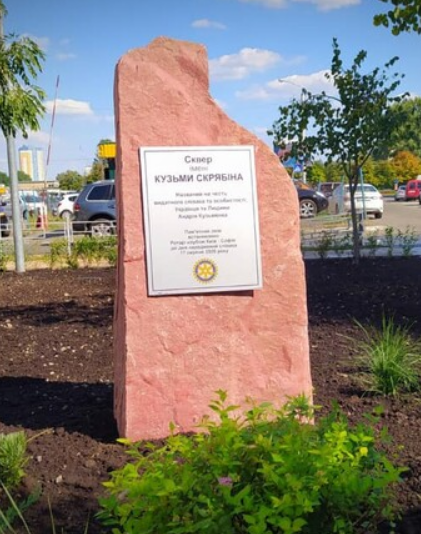
Кузьму Скрябина наградили посмертным званием Героя Украины и установили памятный знак в сквере на улице Василия Порика, который назван в его честь.
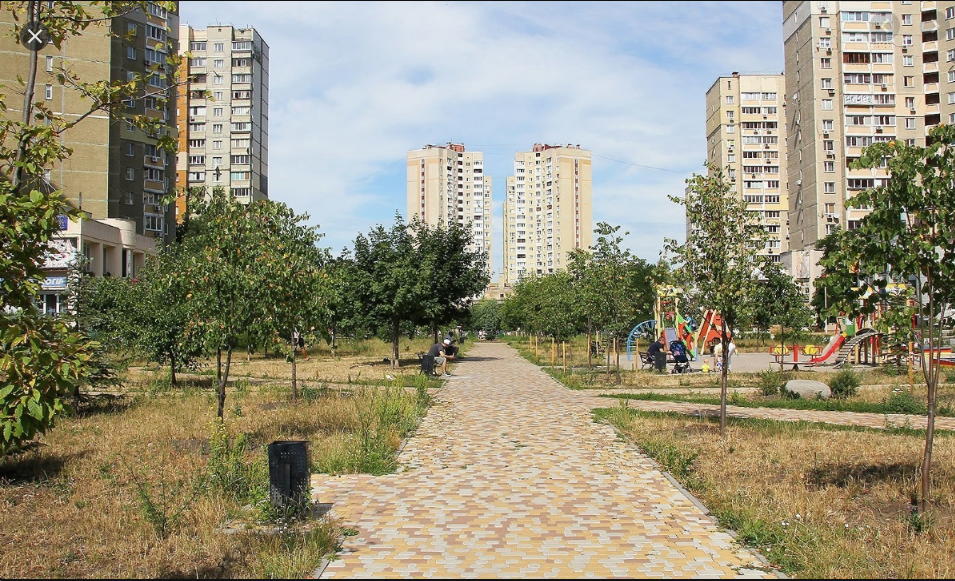
В Киеве было выдвинуто предложение назвать в честь погибшего Артиста Андрея Кузьменко один из скверов на Виноградаре.
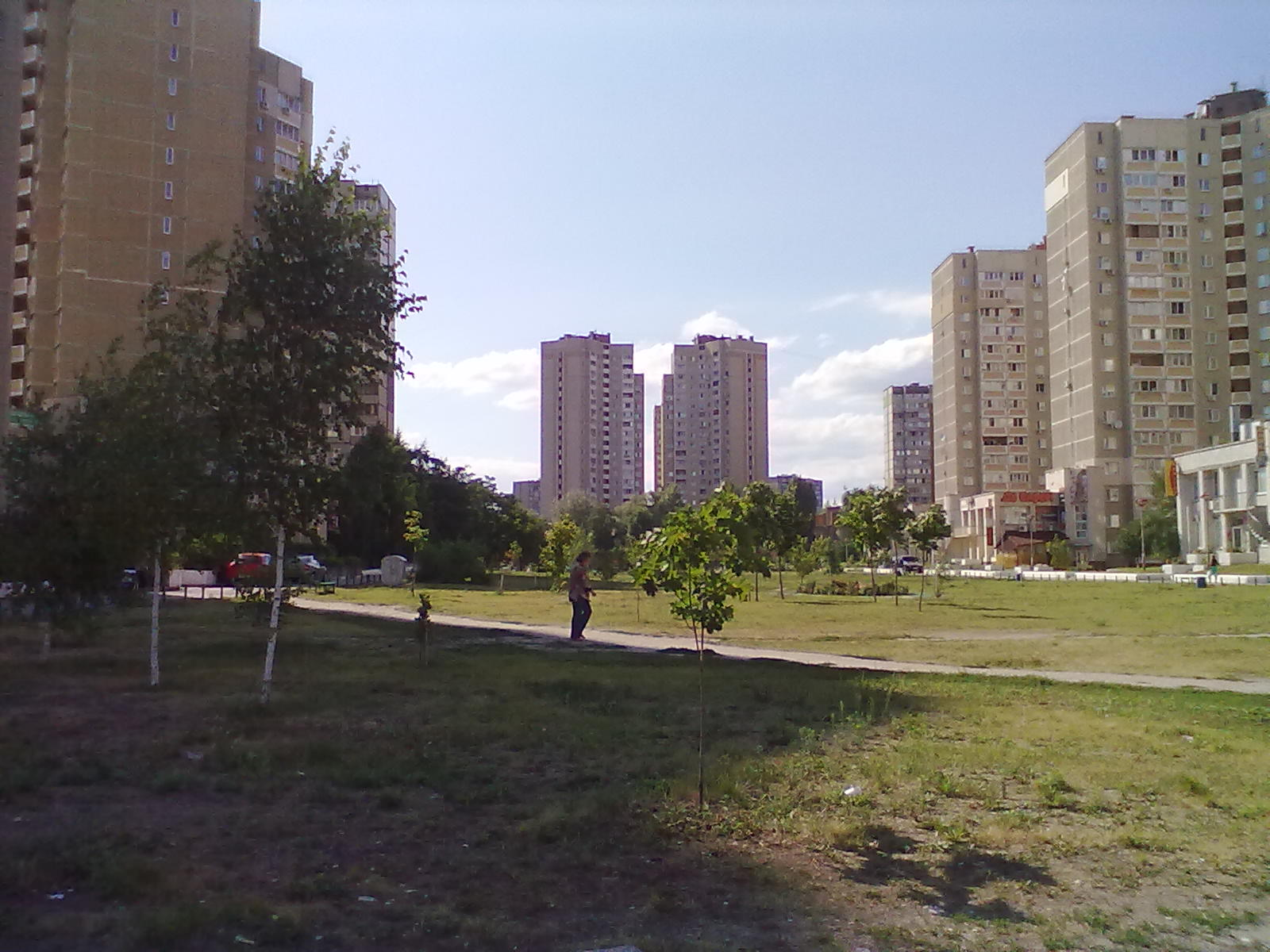
Жилые дома между проспектами Василя Порика и Георгия Гонгадзе
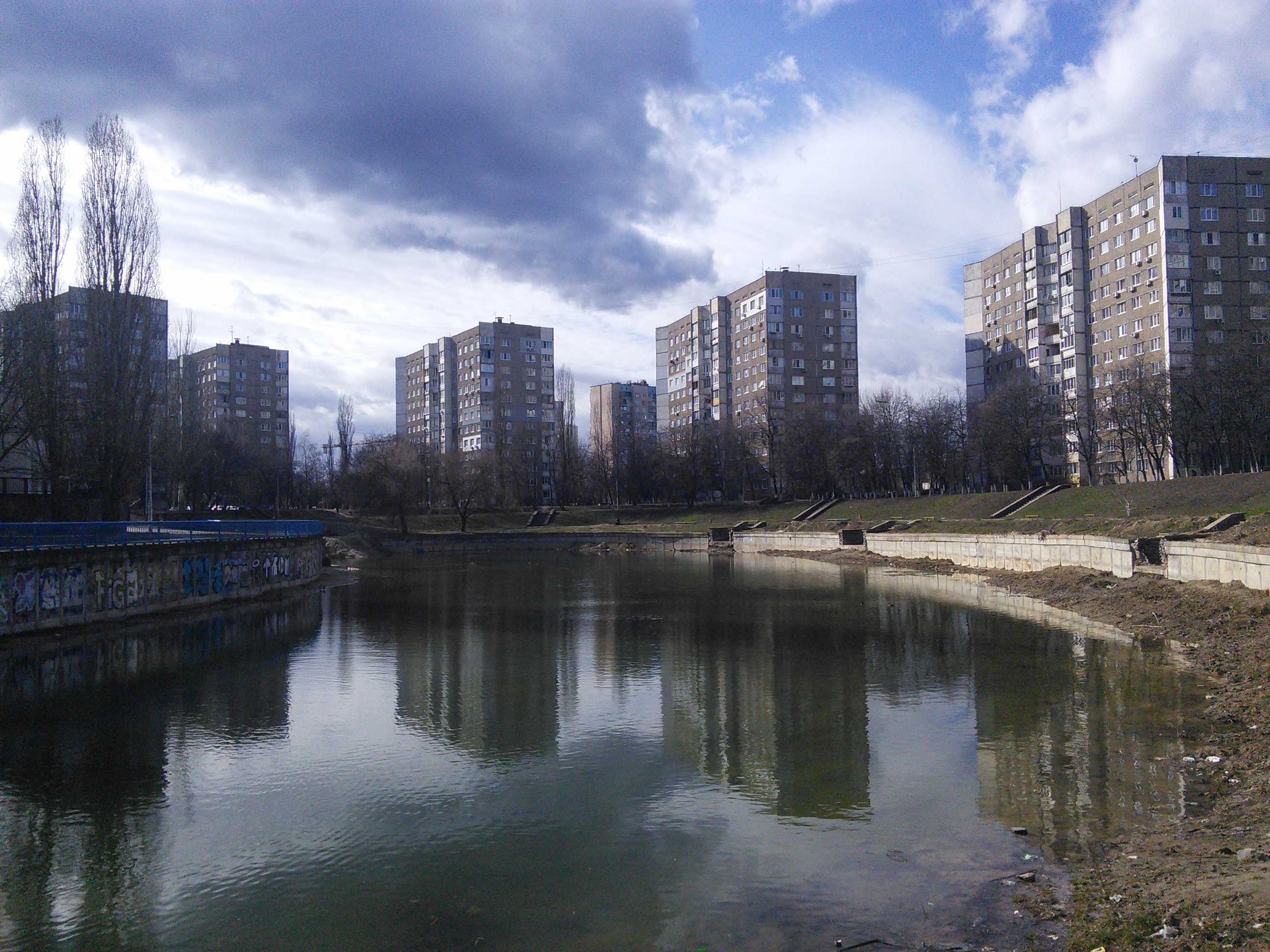
Ещё одно озеро на Виноградаре — Голубое
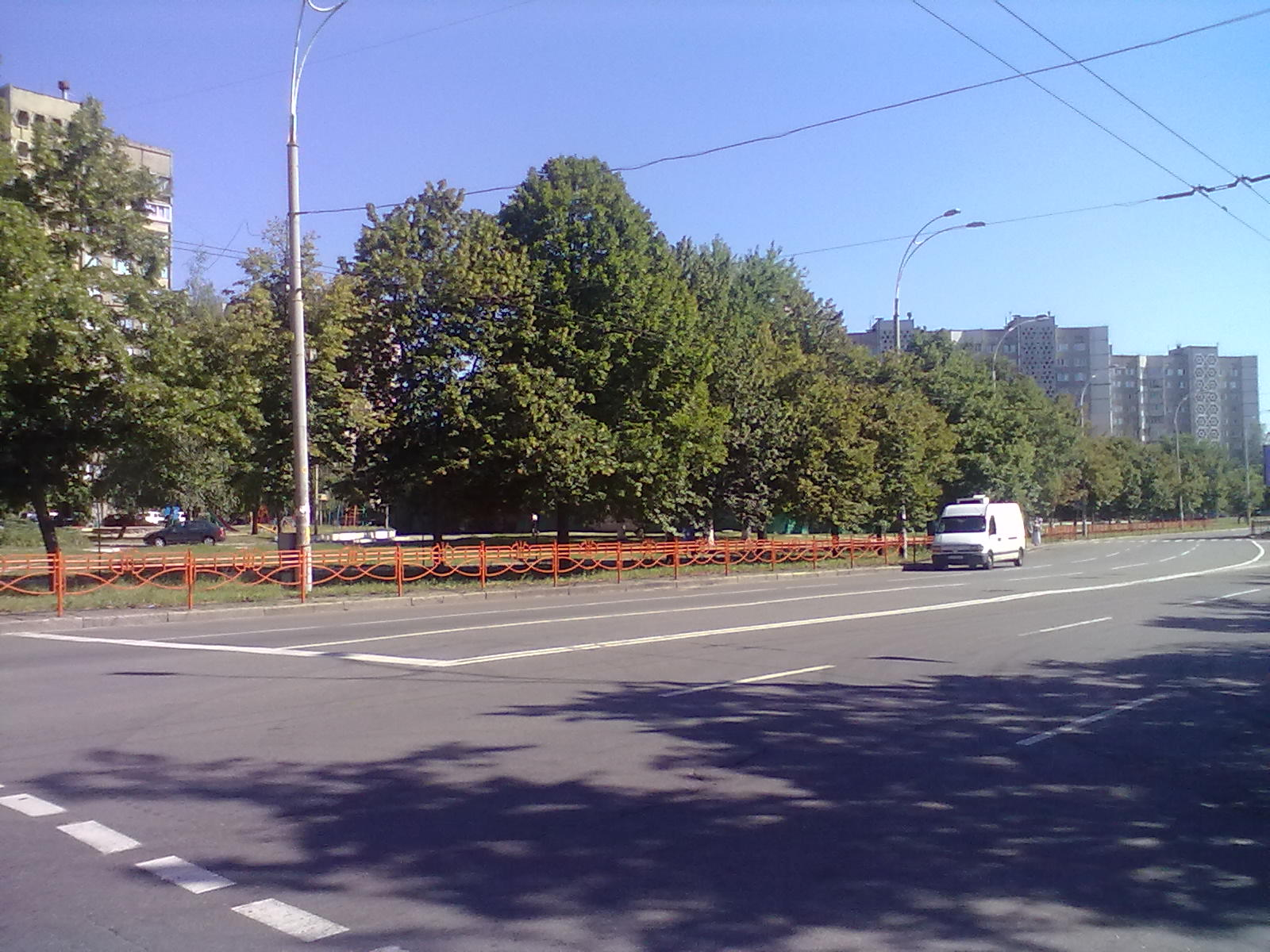
Проспект Георгия Гонгадзе, дом № 18

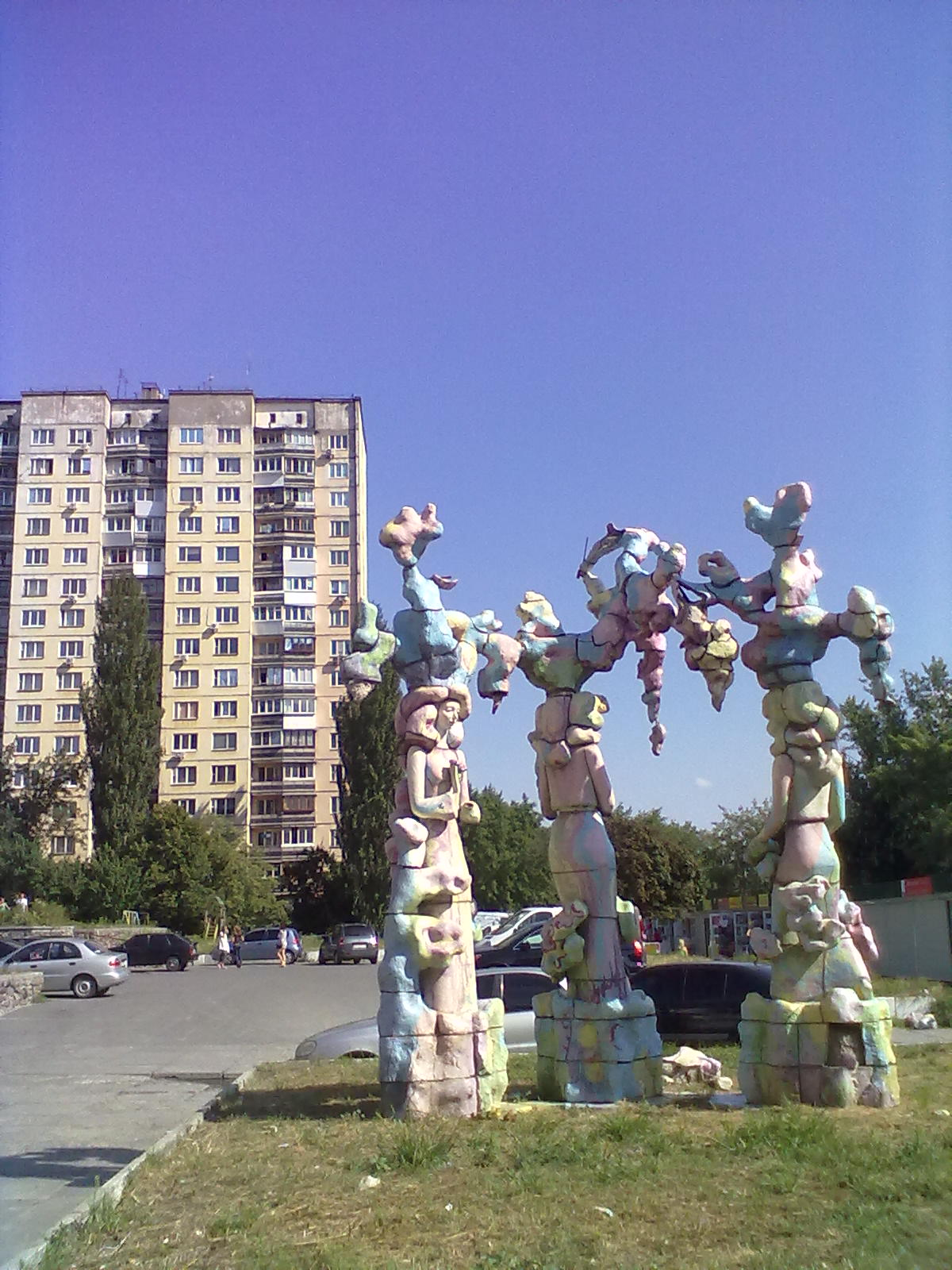
Скульптурная композиция у дома № 26 по проспекту Свободы. Создана в начале 1980-х годов, во время строительства данного жилого массива.
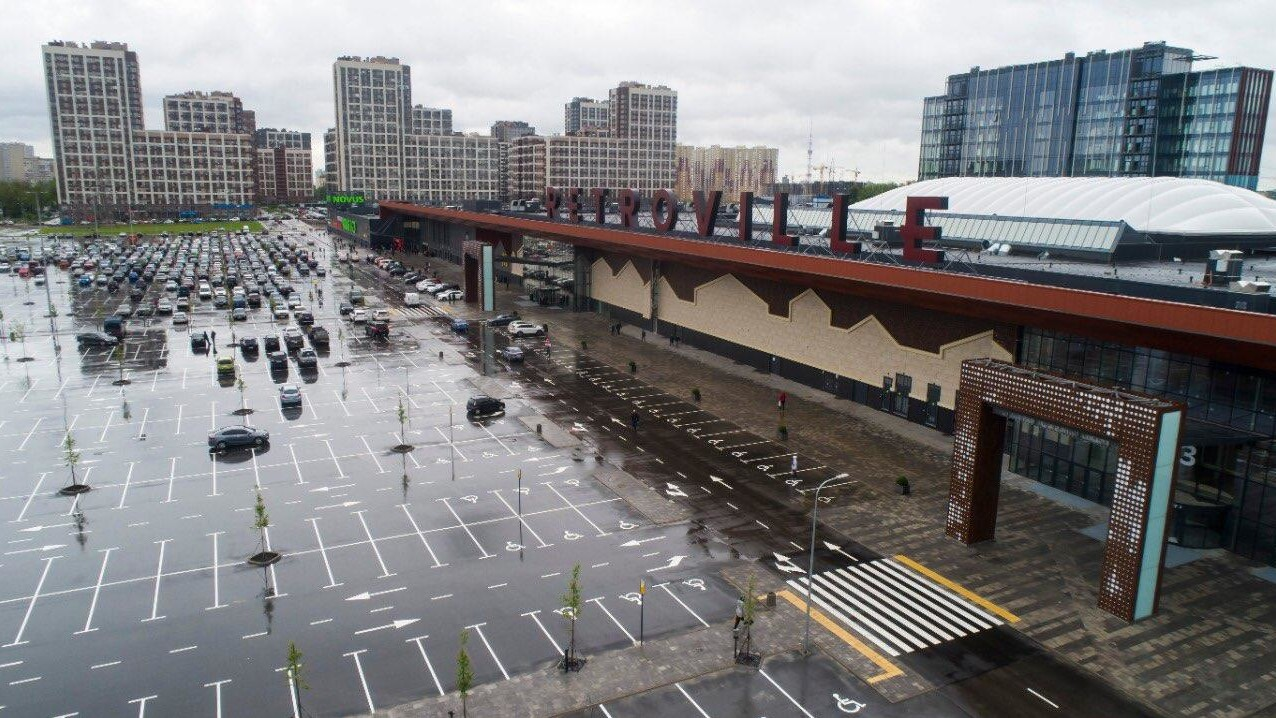
ТРЦ и БЦ Retroville расположен по проспекту Правды, 47.
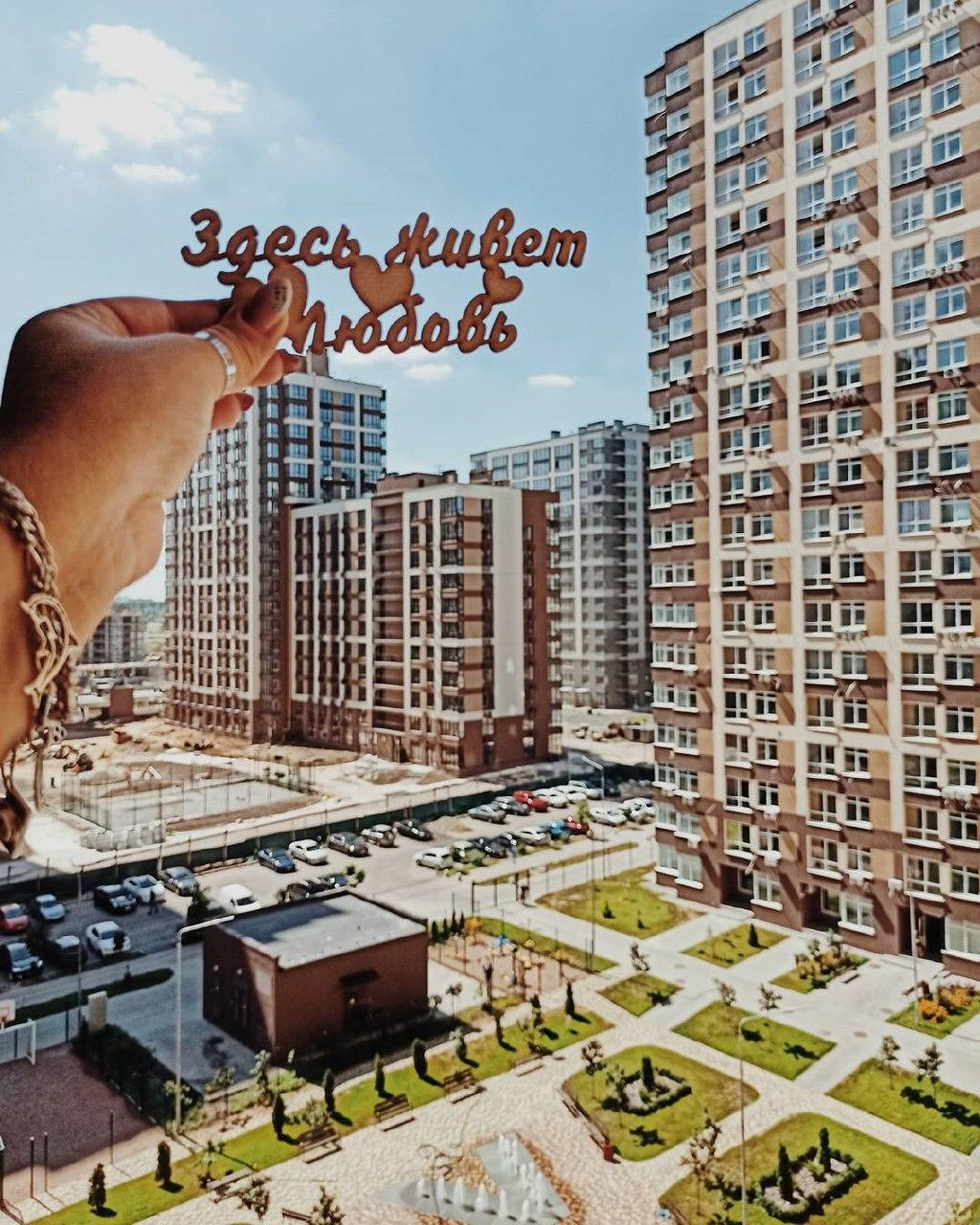
ЖК Варшавский микрорайон
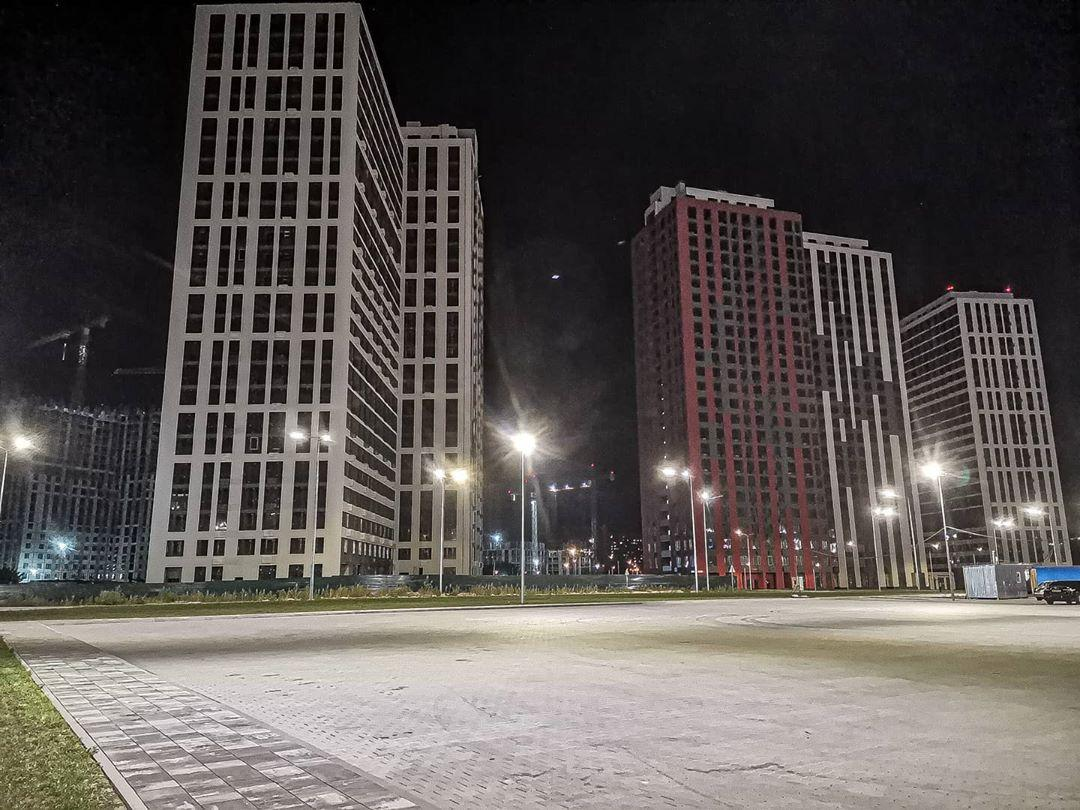
ЖК «Варшавский плюс» — продолжение «Варшавского микрорайона» более высокого класса
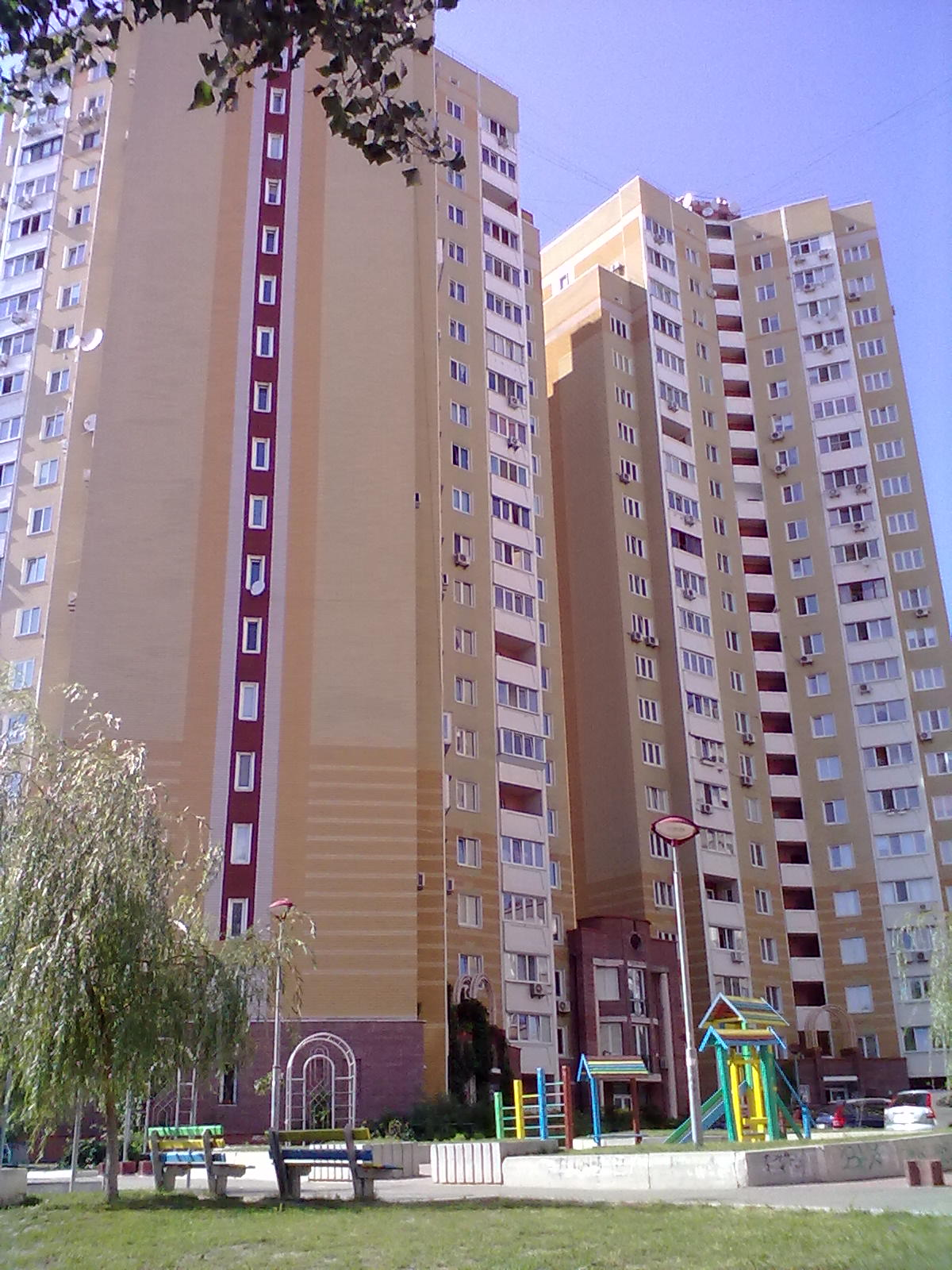
Новый жилой комплекс на проспекте Георгия Гонгадзе (сдан в эксплуатацию в 2005—2006 гг.)